# 愛的幻覺 (杜娃·黎波歌曲)
〈愛的幻覺〉是英國歌手杜娃·黎波的單曲，由华纳唱片於2020年3月25日，收錄在黎波第二張錄音室專輯《流行先鋒》。由杜娃·黎波、SG Lewis、及蘇菲·庫克共同創作。